# Tephrina infrictaria
Tephrina infrictaria là một loài bướm đêm trong họ Geometridae.